# Октомбери (Тержольский муниципалитет)
Октомбери (груз. ოქტომბერი) или Чхари-Мацховари (груз. ჩხარი-მაცხოვარი) — село в Грузии, на территории Тержольского муниципалитета края (мхаре) Имеретия.

## География
Село находится в западной части Грузии, на правом берегу реки Чхары, на расстоянии 7 километров к северу от города Тержола, административного центра муниципалитета. Абсолютная высота — 236 метров над уровнем моря.

## Население
По результатам официальной переписи населения 2014 года, в Октомбери проживало 568 человек (290 мужчин и 278 женщин). В национальной структуре населения грузины составляли 99,5 %, русские — 0,35 %, украинцы — 0,15 %.
| Год  | Население, человек |
| ---- | ------------------ |
| 2002 | 899                |
| 2014 | ↘ 568              |